# Livre de Sydrac le philosophe

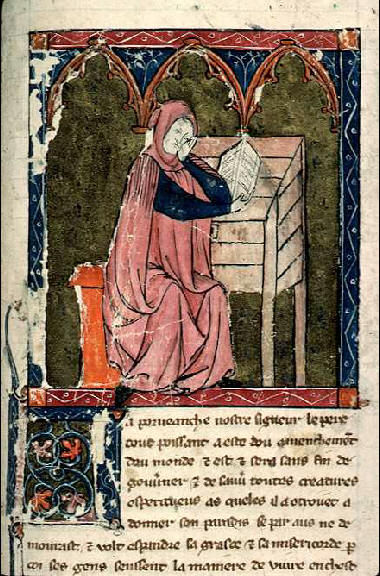
BML-Ms948-fol94 - Sydrac lisant

Le Livre de Sydrac le philosophe, dit aussi Livre de la fontaine de toutes sciences, est une sorte de roman philosophique anonyme écrit en français entre 1270 et 1300, qui a rencontré un grand succès jusqu'au XVIe siècle et a été traduit en plusieurs langues. Se présentant essentiellement comme un dialogue entre un roi nommé Boctus et un « philosophe » nommé Sydrac, le premier posant 1227 questions et le second y répondant, le texte est une encyclopédie de la culture populaire du Bas Moyen Âge (philosophie, religion, morale, médecine, astrologie, vertus des plantes et des minéraux).

## Histoire

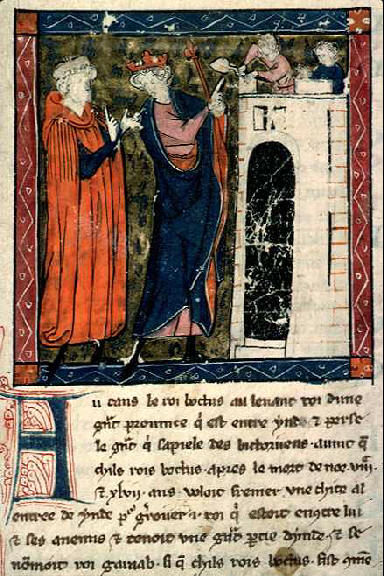
Boctus ordonnant la construction d'une ville et Sydrac le conseillant (BML-Ms948 f. 99v).

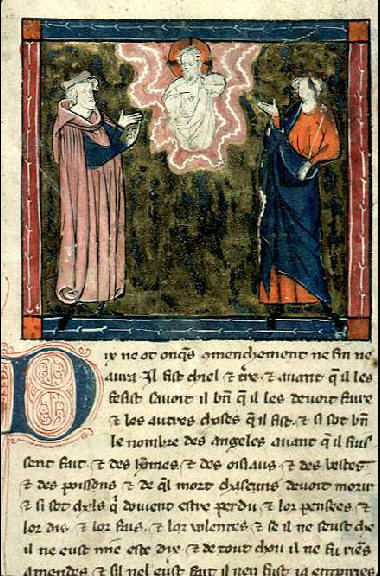
Sydrac enseignant la nature de Dieu à Boctus (BML-Ms 948, f. 102).

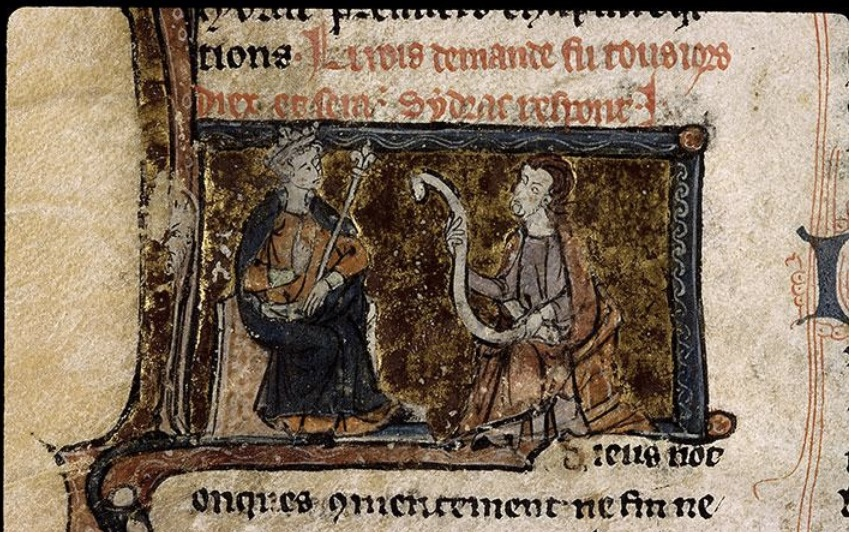
Sidrac et Boctus (Bibliothèque Sainte-Geneviève Ms.2202 f. 020v).

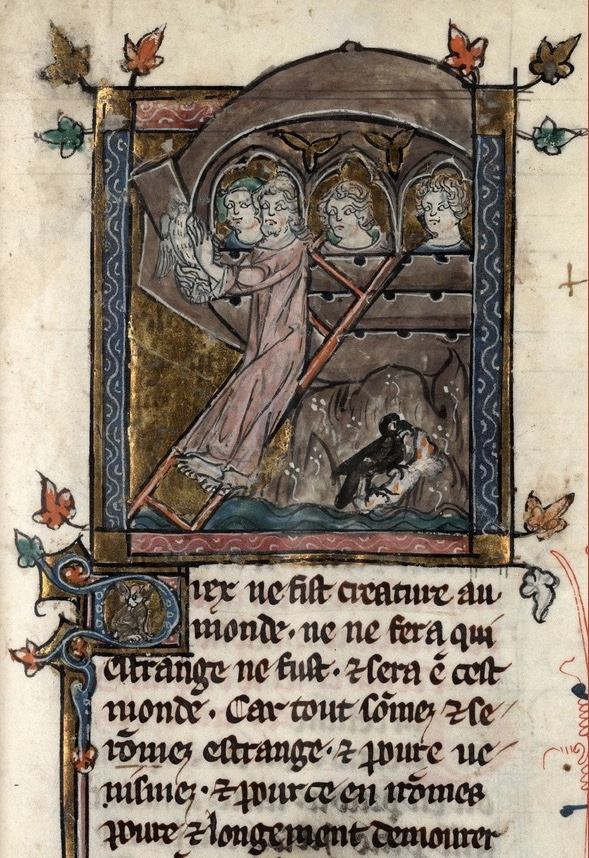
Descente de l'Arche de Noé (Montpellier H149 f108).

Sydrac ou Sidrach est un nom emprunté au Livre de Daniel : on y lit qu'après avoir vaincu Joachim, le roi de Juda, le roi néo-babylonien Nabuchodonosor fit sélectionner  quatre jeunes garçons de la noblesse judéenne pour qu'ils soient éduqués dans le palais de Babylone ; ils s'appelaient en hébreu Daniel, Ananias, Misaël et Azarias, et furent renommés Balthazar, Sidrach, Misach et Abdenago (§ 1, 6-7) ; ils se révélèrent plus sages que tous les mages, et Daniel devint premier ministre et les trois autres gouverneurs ; mais le roi fit ériger une idole en or et ces trois gouverneurs refusèrent de se prosterner devant elle, si bien qu'ils furent jetés dans une fournaise, où ils demeurèrent parfaitement indemnes en chantant un cantique (§ 3).
Dans le Livre de Sydrac, d'après le récit du début, il y avait un roi païen de l'Inde du nom de Boctus, vivant huit cent quarante-sept ans après Noé, qui voulait faire élever une tour, mais tout ce qui était construit le jour s'effondrait la nuit suivante ; il convoqua tous les clercs du monde pour connaître la cause de ce malheur ; il s'en présenta quatre cent vingt-neuf, parmi lesquels Sydrac, qui fut seul à résoudre la difficulté, et qui instruisit ensuite le roi de tout ce qu'il ignorait, à commencer par des dogmes religieux qui sont en fait ceux de la religion chrétienne. Sydrac avait hérité d'un livre dicté autrefois par un ange à Noé. Voulant perpétuer la mémoire d'un si grand philosophe, le roi Boctus fit consigner par écrit toutes les réponses qu'il recevait. C'est le livre ainsi composé qui est supposé avoir été transmis.
La transmission du livre à travers les siècles est d'ailleurs racontée au début par le menu : il passa par les mains d'un sage Chaldéen ; d'un roi de Madian nommé Nahaman l'Assyrien ; d'Aman le lépreux, prince des chevaliers du roi de Syrie, etc. Puis Ayo-Nacilio, archevêque grec de Samarie, l'ayant en sa possession, le confia à son clerc Démètre, qu'il envoya prêcher l'Évangile en Espagne. Celui-ci subit le martyre à Tolède, et longtemps après les savants de cette ville traduisirent le livre du grec au latin. Le roi maure d'Espagne le fit ensuite tourner du latin en arabe et l'envoya à Elmomenin, seigneur de Tunis, lequel acquit en le lisant grand renom de sagesse. L'empereur Frédéric envoya à Tunis un franciscain de Palerme nommé Roger qui retraduisit le livre en latin et le rapporta à la cour de Frédéric. À cette cour vivait un homme originaire d'Antioche appelé Codre le philosophe qui soudoya les chambellans de l'empereur pour avoir une copie du livre et l'expédia au patriarche Obert d'Antioche (apparemment Albert de Rizzato, patriarche latin d'Antioche au XIIIe siècle). Un clerc de ce patriarche, nommé Jean Pierre de Lyons, le recopia et l'emporta avec lui à Tolède.
Le prologue est supposé avoir été écrit à Tolède en 1243 (après lecture du texte par « plusieurs maistres clercs, dont ils virent que ce livres est et sera pourfitable »), mais la « prédiction » qui est faite dans le texte de la prise d'Antioche par le sultan Baybars (19 mai 1268) implique évidemment que sa rédaction est postérieure à cette date. Les manuscrits les plus anciens, qui donnent la version en ancien français, datent du dernier quart du XIIIe siècle.
Quant aux réponses faites par Sydrac à Boctus, elles portent sur le monothéisme et les dogmes du christianisme, puis contiennent des prédictions sur la naissance de Jésus-Christ (puisque le dialogue est supposé avoir lieu bien avant) et sur d'autres événements encore postérieurs, puis roulent sur la morale, la médecine, la géographie, l'astronomie, et toutes sortes d'autres « sciences » ou pseudo-sciences, prenant un peu la tournure d'une encyclopédie populaire ou d'un almanach (exemples de questions : « Doit-on jugier les riches gens comme les pauvres ? », « Quelle chose vit plus en cest monde que riens qui y soit ? », « A-t-il autres gens qui vivent oultre la terre en mer ? », « Qui donne plus grant science, de boire et de mangier la chaude viande ou la froide ? », « Comment doit l'homme amer la femme et la femme l'homme ? », « Les estoilles qui courent par l'air comment chïent du ciel aval et ou vont-elles ? », etc.).

## Diffusion

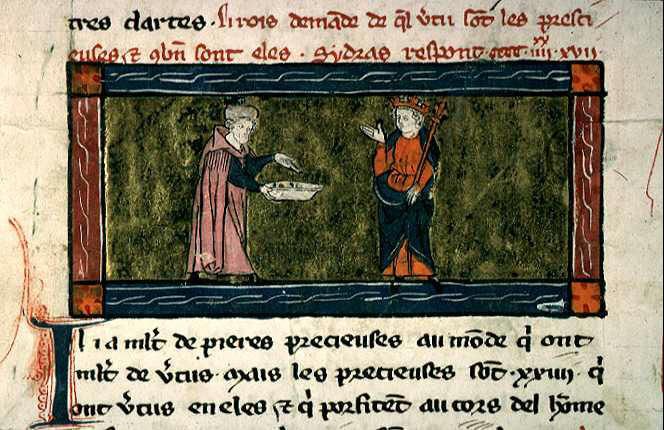
BML-Ms948-fol147v - Sydrac montrant des pierres précieuses à Boctus.

Ce texte est présent dans plus de soixante manuscrits médiévaux conservés, en entier ou de manière fragmentaire, et avec beaucoup de variantes. Il y en a eu, du XIVe  au XVIe siècle, des traductions en occitan, en italien, en catalan, en allemand, en néerlandais, en anglais (pour ce qui a été conservé). Il a fait l'objet de nombreuses éditions imprimées à la Renaissance (à Paris : au moins deux éditions d'Antoine Vérard avant 1500 (ISTC is00879000), dont une de 1486 (ISTC is00878000), une édition de Galliot du Pré de 1531, et plusieurs autres); aux Pays-Bas : onze éditions répertoriées entre 1495 et 1564, etc.  Assez fréquemment, le récit de Sydrac se trouve incorporé dans un recueil plus volumineux contenant d'autres textes
En France, les manuscrits se trouvent - en plus de la Bibliothèque nationale de France - dans plusieurs bibliothèques municipales, comme à Lyon (BML Ms. 493) ou à Rennes.

## Structure
Le manuscrit est composé :
- d'un prologue qui relate l'histoire du texte, depuis l'origine jusqu'à la sa rédaction française
- d'un table de matière générale qui comprend les questions, dans l'ordre et numérotées
- d'un deuxième prologue qui décrit la vie du roi Boctus, et les relations entre le roi et Sydrac
- de la liste des questions, et des réponses; dans le texte, les questions/réponses sont numérotées - en général - en conformité avec la table générale.

Les manuscrits se répartissent en deux grands groupes, les versions courtes et les versions longues qui se distinguent par le nombre de questions : 
- les versions courtes, parmi lesquelles les manuscrits BnF fr. 1159, 1160, 1161, 12444, 24395  ont un peu plus de 600 questions/réponses. Ce dernier : « Le roumans de Sydrach », ou la Fontaine de toutes sciences comporte miniatures, avec les armes de France, au bas du fol. 1, des initiales décorées et contient 652 questions/réponses. Il date du  début XIVe siècle, d’après les lettrines réalisées vers 1315-1320 et les peintures du maître de Thomas de Maubeuge (actif entre 1302 et 1342) ;
- les versions longues, parmi lesquelles le manuscrit BnF fr. 1156 ont plus de mille questions/réponses ; le n°1156 en a 1113.

La plus grande partie du texte se compose d’une alternance de questions et réponses plus ou moins brèves; l'ouvrage présente aussi, vers la fin du texte, quelques longs chapitres spécialisés : astrologie et pronostic, lapidaire, herbier, dont l’ordonnancement interne est assez strict. Ainsi le lapidaire de Sidrac, qui suit les pronostics et précède l’herbier, est généralement introduit par un court paragraphe (l’annonce) indiquant le nombre de pierres qui vont être décrites, en nombre de 24, comme les heures du jour.

British Library (Harley 4417)
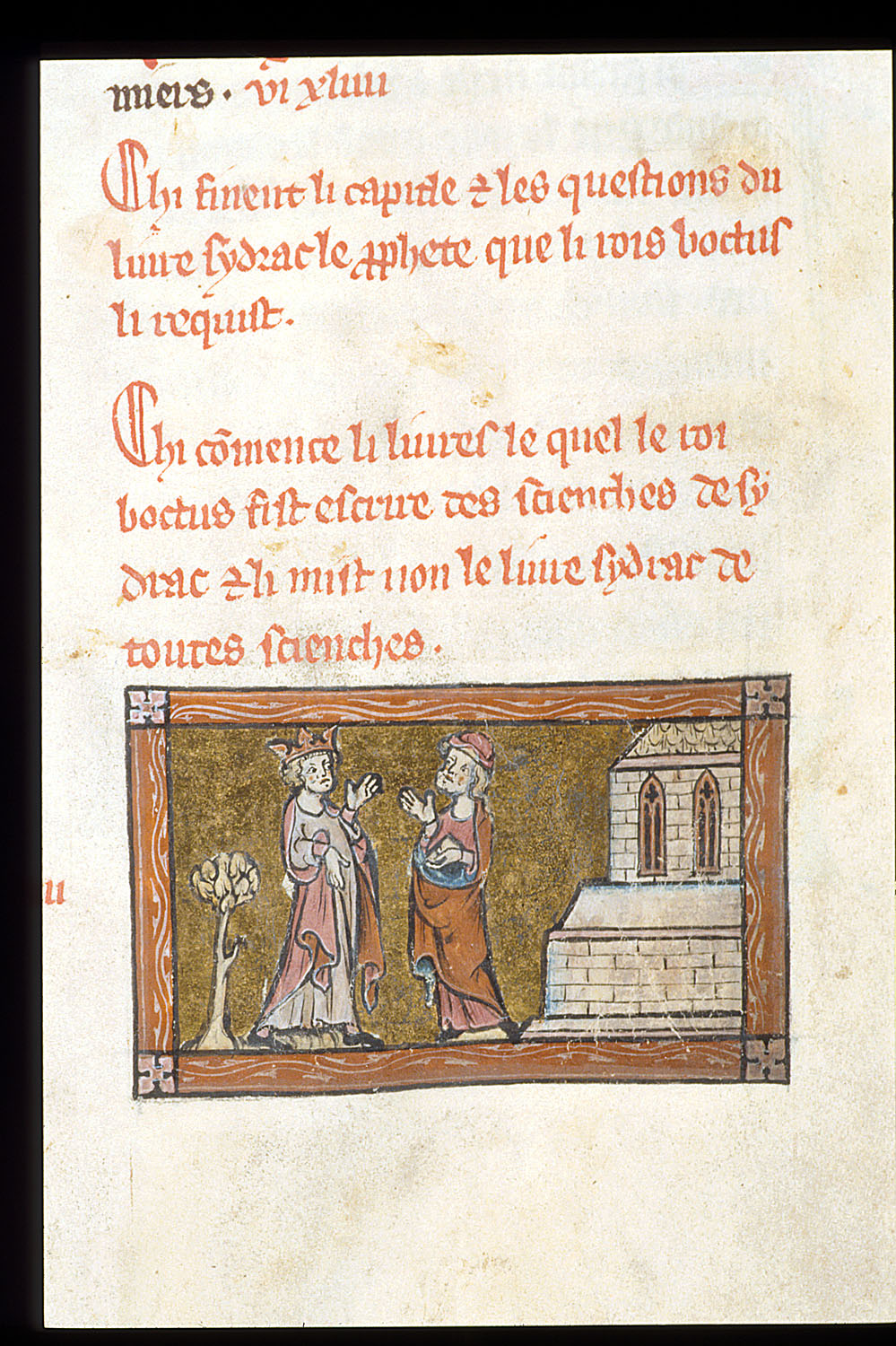
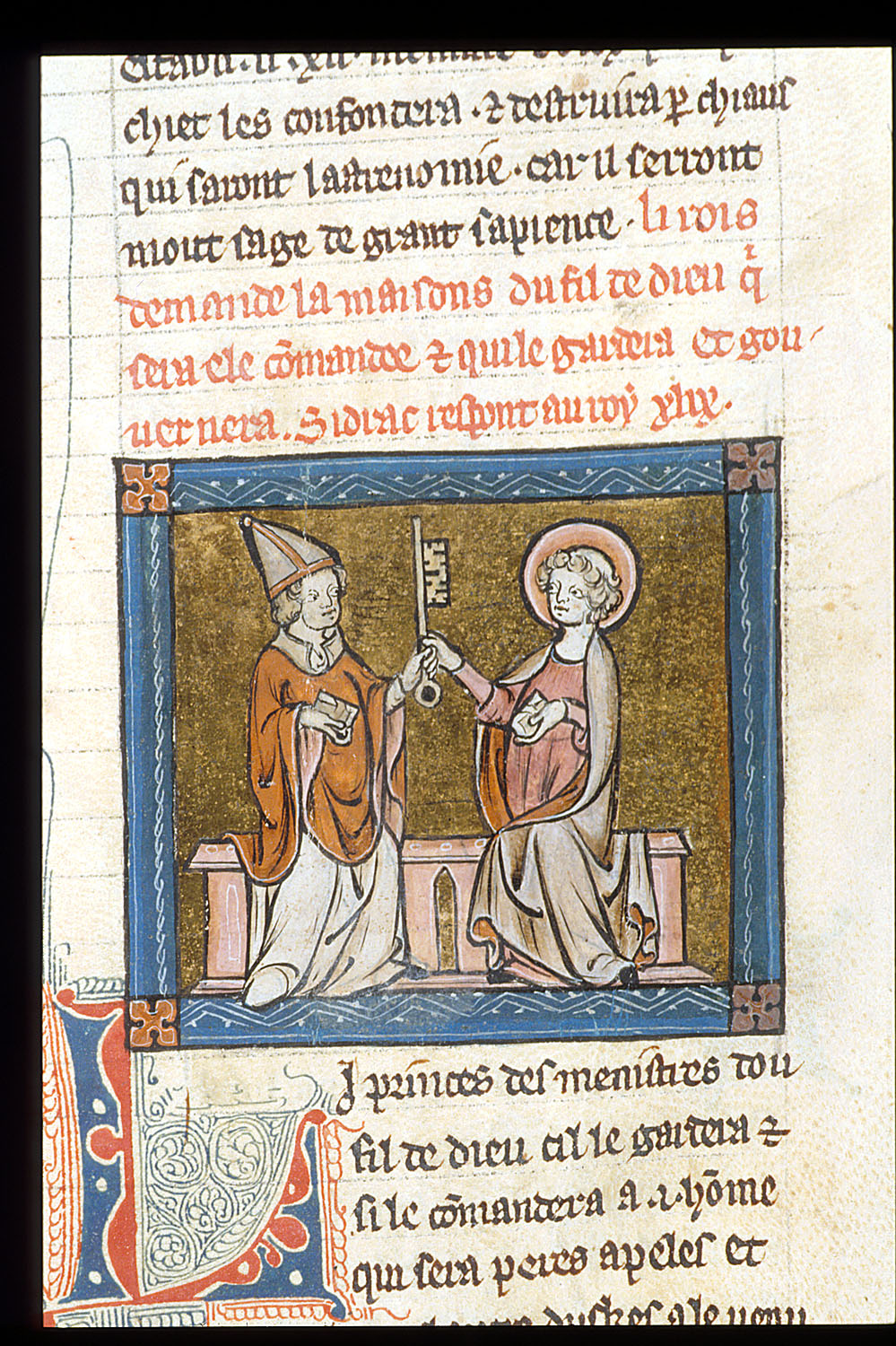
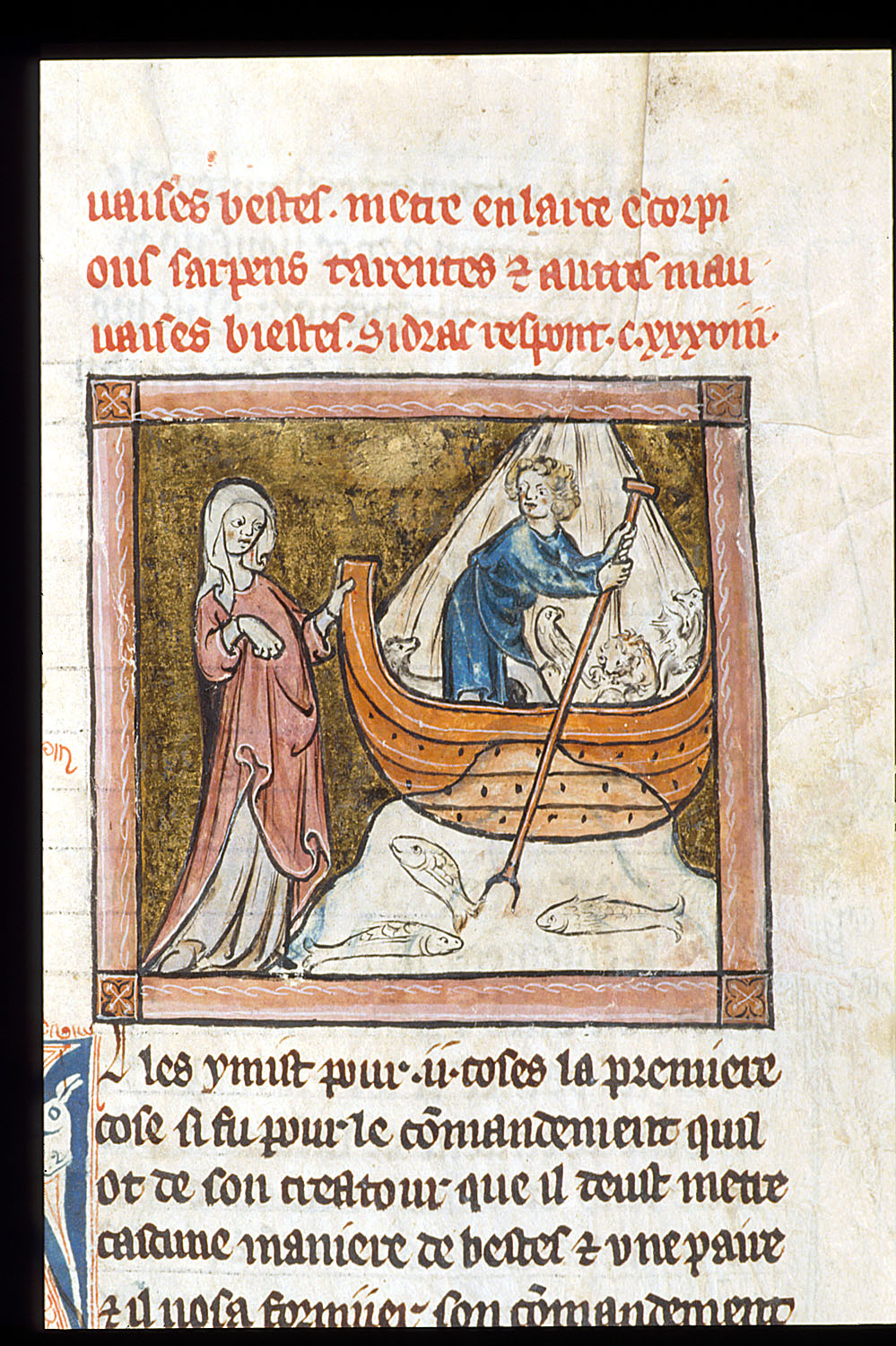
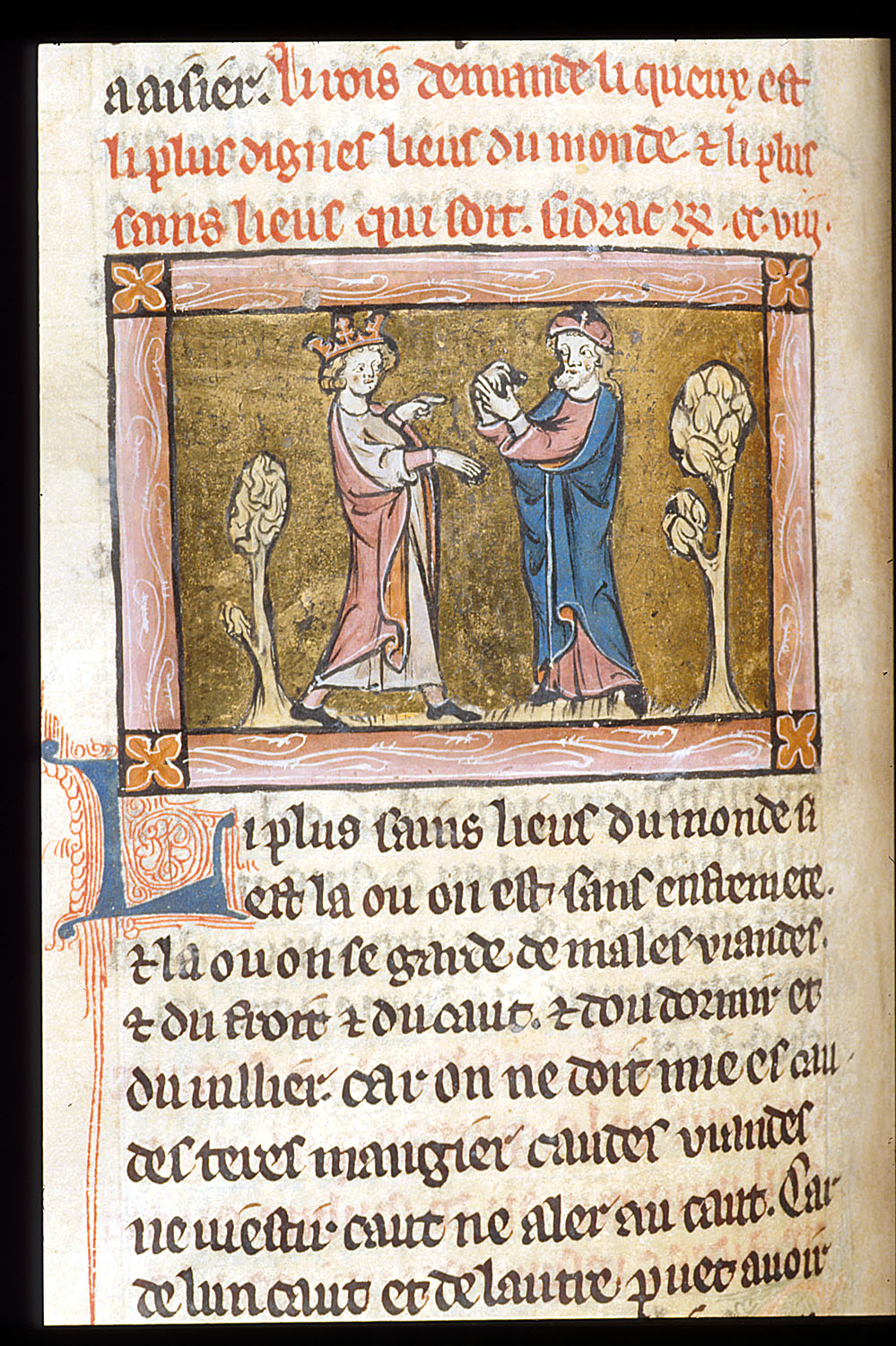
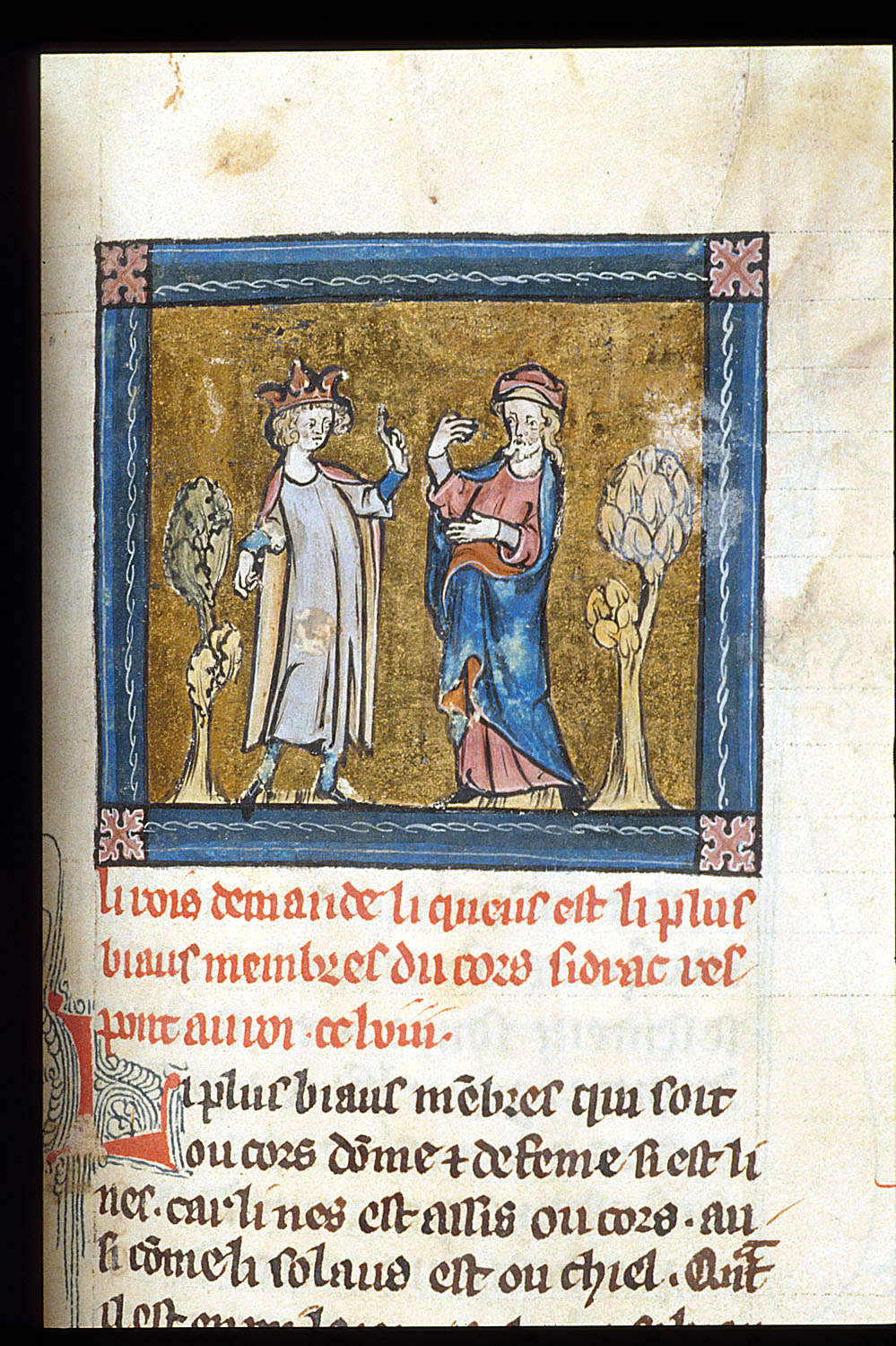
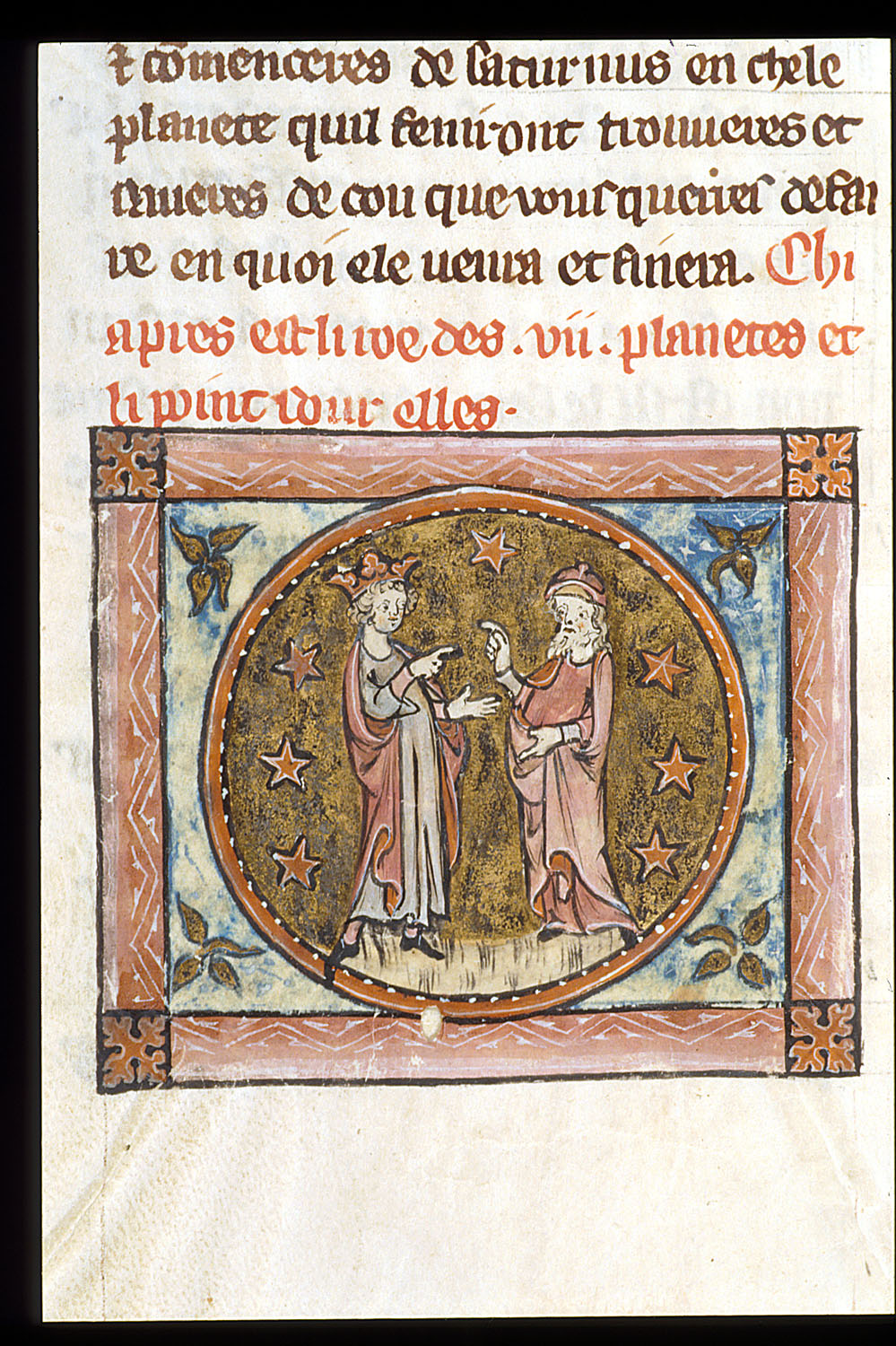

## Éditions récentes
- Ernstpeter Ruhe (éd.), Sydrac le philosophe, Le livre de la fontaine de toutes sciences, Wiesbaden, Reichert, coll. « Wissensliteratur im Mittelalter » (no 34), 2000, xvi+490 (ISBN 3-89500-183-X, SUDOC 053016726).
- Paola Sgrilli (éd.), Il "Libro di Sidrac" salentino, Pise, Pacini, 1983.
- Sylvie-Marie Steiner (éd.) Un témoignage de la diffusion encyclopédique au XIIIe siècle. Le Livre de Sidrach. Edition critique d'après les manuscrits de Paris et de Rome (Premier Prologue. Catalogue des Questions. Second Prologue), ,Melun (Mémoire, 2), 1994.
- Vincenzo Minervini (éd.), Il "Libro di Sidrac". Versione catalana, Cosenza, Lerici, 1982.